# JetBlue Airways
JetBlue Airways é uma companhia aérea de baixo custo estadunidense com sede no bairro de Queens, Nova Iorque. Sua principal base de operações é o Aeroporto Internacional John F. Kennedy. A JetBlue Airways foi fundada em 1999 pelo brasileiro radicado nos Estados Unidos da América, David Neeleman.
A JetBlue opera atualmente para 97 destinos em oito países (Aruba, Bahamas, Barbados, Curaçau, República Dominicana, México, Colômbia, e os Estados Unidos - incluindo Porto Rico).

## Frota
A JetBlue possui um frota de 241 aeronaves em serviço (em 02 de Fevereiro de 2024), cada aeronave tem uma vida útil de 8,9 anos.
| Modelo          | Quantidade | Pedidos |
| --------------- | ---------- | ------- |
| Airbus A220-300 | 24         | -       |
| Airbus A320-200 | 129        | -       |
| Airbus A321-200 | 63         | -       |
| Airbus A320Neo  | -          | 33      |
| Airbus A321Neo  | 31         | 30      |
| Embraer 190     | 46         | -       |
| Total           | 293        | 63      |

## Ano de 2010
No dia 8 de outubro de 2010, a Jet Blue Airways, dos Estados Unidos, foi admitida oficialmente como membro da International Air Transport Association (IATA). A última exigência da IATA para a entrada da aérea na associação foi conquistada em abril passado, quando a Jet Blue obteve o Iata Operational Safety Audit (IOSA). A entrada na IATA foi celebrada pelo presidente e CEO da Jet Blue Airways, Dave Barger.
“Ao longo dos últimos anos, temos focado no crescimento de nossa rede na América Latina, além do nosso núcleo da rede norte-americana e com as nossas conectividades crescentes em nível internacional – como os nossos acordos com a Aer Lingus, American Airlines, Lufthansa e SAA. Tudo isso nos motivou a se unir à comunidade internacional de companhias aéreas liderada pela IATA”.

## Incidentes

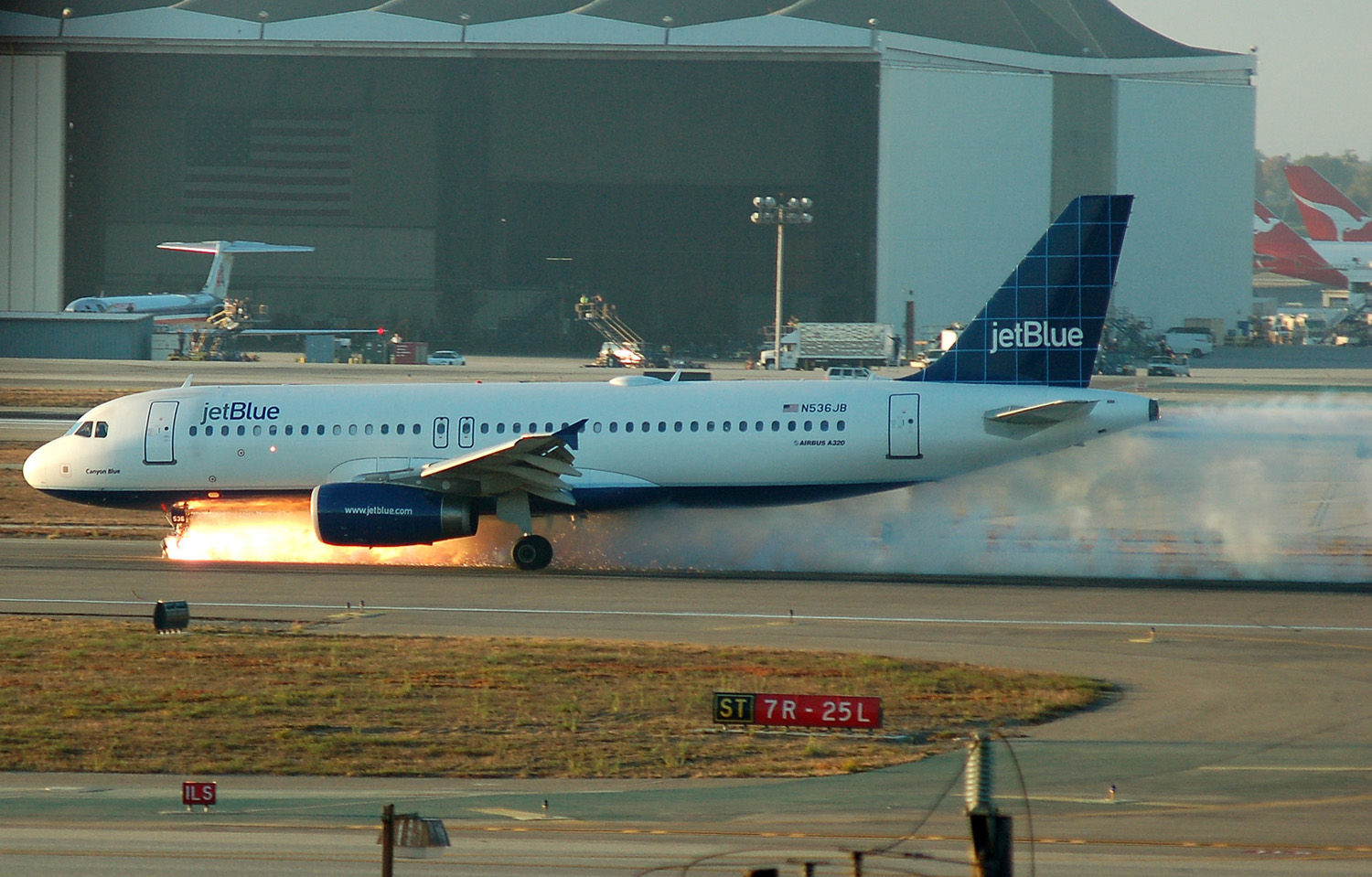
O Airbus A320 do incidente pousando.

- Voo JetBlue 292, em 21 de setembro de 2005 o voo realizou um pouso de emergência no Aeroporto Internacional de Los Angeles seguido de uma falha no sistema do trem de pouso.

Após voar em círculos por três horas para eliminar combustível e diminuir o peso da aeronave para o pouso, o avião tocou a pista 25L às 18h20, horário local. O único dano aparente sofrido pelo Airbus A320 foi a explosão do pneu do trem de pouso dianteiro. Nenhum passageiro ou membro da tripulação sofreu ferimentos.